# Маркер списку
Ма́ркер спи́ску (бу́літ) — типографський знак, що використовується для виділення елементів списку, як показано на прикладі нижче:
- Це перший елемент списку. Зверніть увагу на буліт ліворуч.
- Це наступний елемент списку і перед ним стоїть ще один буліт.
Це другий рядок другого елемента списку, а отже перед ним буліт не ставиться.

## Вживання
Звичайно буліти використовуються в довідкових і технічних матеріалах, щоб позначити послідовність зв'язаних елементів. Цими елементами можуть бути короткі уривки тексту або повноцінні абзаци; у будь-якому випадку прийнято завершувати всі елементи, крім останнього, крапкою з комою, і тільки останній — крапкою. Іноді крапкою завершують всі елементи списку, як показано на прикладі вище, а іноді їх не завершують зовсім. Крім того, елементи прийнято починати з малої літери.
| Спосіб 1 (основний)           | Спосіб 2                      | Спосіб 3                   |
| ----------------------------- | ----------------------------- | -------------------------- |
| - перший; - другий; - третій. | - Перший. - Другий. - Третій. | - перший - другий - третій |

## Графічні форми
У Юнікоді визначені кілька графічних варіантів булітів:
| Символ | Код    | Назва                   |
| ------ | ------ | ----------------------- |
| •      | U+2022 | Bullet                  |
| ‣      | U+2023 | Triangular Bullet       |
| ⁃      | U+2043 | Hyphen Bullet           |
| ◦      | U+25E6 | White Bullet            |
| ⁌      | U+204C | BLACK LEFTWARDS BULLET  |
| ⁍      | U+204D | BLACK RIGHTWARDS BULLET |
| ∙      | U+2219 | BULLET OPERATOR         |

Першому з цих варіантів в HTML відповідає іменована сутність &bull;, але для розмітки маркованих списків краще використовувати спеціальний елемент <ul>.
У Windows буліт можна набирати сполученням Alt+0149 (натиснути й утримувати Alt, а в цей час набрати на цифровому блоці клавіатури 0149). Також буліт можливо набрати за допомогою Alt+7 (7 на цифровому блоці клавіатури). У MacOS буліт можна набирати клавіатурним сполученням Option+8 (натиснути й утримувати Option, в цей час натиснути 8). 
У CSS для створення маркованих списків використовується атрибут list-style-type, що допускає три графічних варіанти буліта: disc (чорний круг), circle (чорне кільце) і square (чорний квадрат). Крім того, атрибут list-style-image дозволяє використовувати буліт довільного вигляду через URL графічного файлу з його зображенням. Наприклад, у наведеному вище прикладі використання CSS дозволило задати для булитів вгляд сіро-блакитних квадратиків.
При наборі тексту на друкарській машинці буліти часто замінялися зірочками. Цей спосіб позначення маркованих списків зберігся у вікі-розмітці. Деякі текстові процесори самі перетворять рядки, набрані з зірочкою на початку, у марковані списки.